# لی سوک
 لی سوک (به کره‌ای:이숙 به انگلیسی: Lee Sook) (زاده ۲۷ مارس ۱۹۵۶) بازیگر زن در کره جنوبی است.
او به دلیل بازی در سریالهای جواهری در قصر، افسانه دونگ‌یی و افسانه اوک‌نیو شناخته می‌شود.

## سریال‌ها
افسانه اوک نیو(۲۰۱۵)
اسب پزشک (۲۰۱۲)
دونگ یی (۲۰۱۰)
ایسان (مجموعه تلویزیونی) (۲۰۰۷)
افسانه سودانگ (۲۰۰۵)
جواهری در قصر (۲۰۰۳)
تاجر پوسان (۲۰۰۱)
هور جون (۱۹۹۹)